# Henri Noirot
Pour les articles homonymes, voir Noirot.
Pierre Louis Henri Noirot est un homme d'affaires et un homme politique français, né à Reims le 1er mars 1879 et mort le 17 janvier 1972.

## Biographie

### Avant la Seconde Guerre mondiale
Fils de Maurice Noirot, industriel textile, maire de Reims (1896-1900), et d’Amélia Hennegrave, Henri Noirot naît à Reims, le 1er mars 1879.
En 1908, il épouse à Paris Suzanne Gabrielle Charlotte Marquet (1884-1968), fille du général Georges Marquet, commandant militaire du Palais-Bourbon, puis de l’École Spéciale Militaire, mort au champ d’honneur le 16 septembre 1914 en commandant la 17e Brigade d’Infanterie à Varennes-en-Argonne. De leur mariage naît en 1922 Anne-Marie, fille unique, qui épouse Robert Bourgeois (1916-2013) avec qui elle eut sept enfants : Christèle (1947-2016), Michèle (1948-), Gérard (1950-), Jean-Yves (1951-), Daniel (1953-), Alain (1954-) et Guy (1956-).

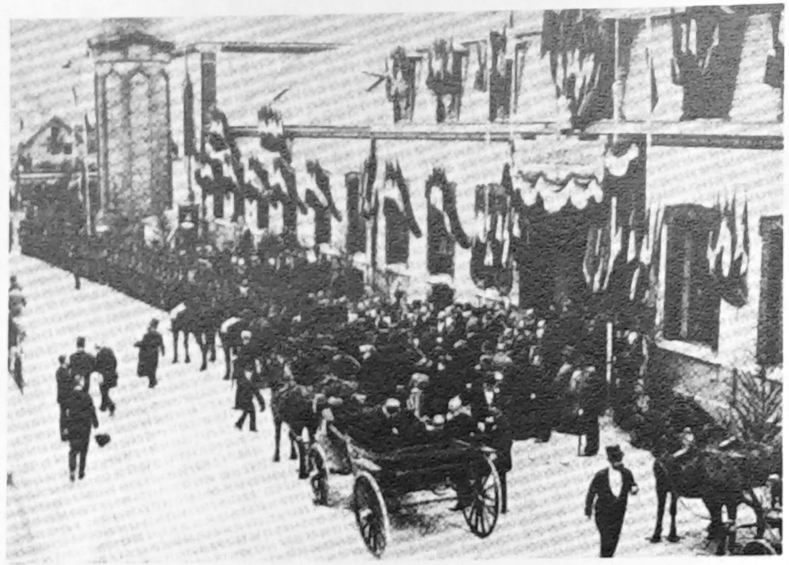
1891, Sadi Carnot a la filature Lelarge.

Après avoir obtenu une licence en droit et un diplôme des Hautes Études Commerciales, qu’on n’appelait pas encore HEC à l’époque, Henri Noirot rejoint en 1903 la Maison Lelarge – nom de l’entreprise familiale – dont il devient associé en 1913.  Appelé en 1914, il participe comme sergent fourrier à la Première Guerre mondiale, notamment à la bataille de Verdun au sein du Bataillon du 46e régiment d'infanterie territoriale.
Démobilisé à la fin du conflit, il organise le redémarrage de l’entreprise Lelarge, spécialisée dans la filature et le tissage. 
Juge au tribunal de commerce de Reims, élu conseiller municipal en 1935

### Pendant la Seconde Guerre mondiale
Il est nommé maire-adjoint en 1941, il succède en 1943 au docteur Joseph Bouvier, démissionnaire, à la tête de la mairie de Reims. Il défend au mieux les intérêts de la population face aux exigences de l'occupant allemand. 
En 1944, il refuse de donner une liste d'otages exigée à la suite de l’exécution d’un officier allemand par la Résistance, et il se porte lui-même otage, accompagné de son conseil municipal. Le 15 juin, Henri Noirot, ses adjoints et diverses personnalités sont arrêtés. Tout d’abord internés à la prison de Châlons-sur-Marne, puis au camp de Royallieu à proximité de Compiègne, ils sont ensuite déportés en Allemagne au camp de concentration de Neuengamme, près de Hambourg, où ils sont cantonnés dans un « bloc politique ».
Évacués le 12 avril 1945 par la Croix-Rouge suédoise, ils sont transférés en autocar à la forteresse de Theresienstadt, puis à Breshan (Brezany) en Tchéquie, d'où ils sont libérés le 8 mai 1945.

### Après la Seconde Guerre mondiale
De retour à Reims il retrouve sa famille et les Établissements Lelarge dont il arrête les activités au début des années 50 à cause de la concurrence des industries textiles du Nord et de l’arrivée des fibres synthétiques. Il exerce à nouveau comme juge au tribunal de commerce de Reims puis en devient le président avant de cesser ses activités et de consacrer le reste de sa vie à sa famille.
Le docteur Bouvier lui remet la Légion d’honneur en 1950. 
Proche de Jean Taittinger, Henri Noirot lui apporte tout son soutien pour devenir Maire de Reims. L’édile, pendant près de deux décennies (1959-1977), impulse à sa ville une nouvelle dynamique économique et un prestige international. Garde des Sceaux sous la présidence de Georges Pompidou, il marque de sa présence la messe d’obsèques en hommage à Henri Noirot, à l’église Saint-Jacques.
Les Noirot reposent au Cimetière du Nord, à Reims. Leur sépulture est fleurie chaque année par la Ville de Reims, le 30 août, pour l'anniversaire de la Libération de Reims. 
Un boulevard de la capitale champenoise, situé devant le Centre des Congrès, porte le nom de « Maurice et Henri Noirot, anciens Maires de Reims », à l’initiative de Remy Hennegrave (1925-2022), son neveu et filleul, qui en a exprimé le souhait auprès de Arnaud Robinet, élu Maire de Reims en 2014.

## Hommages
Le Boulevard Maurice-et-Henri-Noirot à Reims.

## Sources
- Henri Noirot, Souvenirs de guerre et de déportation d'un ancien Maire de Reims (1944-1945) : Discours prononcé le 28 juin 1958 à la séance publique annuelle de l'Académie nationale de Reims, Reims, Imprimerie du Nord-Est, 1958 (lire en ligne )
- Henri Noirot, Maurice Noirot (1849-1930) : La Municipalité Maurice Noirot (1896-1900), 23 p.
- Evelyne Taquet de Cafarelli, L'industrie textile à Reims. Une reconversion, Reims, Institut de Géographie de Reims, 1970 (lire en ligne)
- Daniel Pellus, La Marne dans la guerre 1939-1945, Horvath, 1994
- « La Vie Rémoise », revue locale.
- Témoignages oraux, recueillis par Gérard Bourgeois, son petit-fils.